# ريهام أيمن
ريهام أيمن (19 نوفمبر 1988 -)، ممثلة مصرية.

## عن حياتها
بدأت العمل الفني صغيرة من خلال الإعلانات، ثم الغناء، وأخيراً التمثيل من خلال فريق «فيروس». رشّحها الممثل كريم محمود عبد العزيز  لتعمل في مسلسل محمود المصري من بطولة والده الفنان محمود عبد العزيز، كما شاركت في مسلسل حكايات بنات.
تمت خطبتها لعمر حسن يوسف فتره قصيره ثم انفصلت عنه في 2012 ثم تزوجت من شريف رمزي في 2015.

## أعمالها
- قلب الأسد (2013)
- العراف (2013)
- موجة حارة (2013)
- حكايات بنات (2012)
- خرم إبره (2012)
- الريان (2011)
- المواطن إكس (2011)
- أبواب الخوف (2011)
- أغلى من حياتي (2010)
- صرخة نملة (2012)
- حبيب الروح
- محمود المصري (2004)

## وصلات خارجية
- ريهام أيمن على موقع الدهليز
- ريهام أيمن على موقع قاعدة بيانات الأفلام العربية